# Saison 2006 de l'équipe cycliste Lampre-Fondital
L'Équipe cycliste Lampre-Fondital participait en 2006 au ProTour.

## Effectif
| Cycliste                         | Date de naissance | Nationalité | Équipe 2005               |
| -------------------------------- | ----------------- | ----------- | ------------------------- |
| Alessandro Ballan                | 06.11.1979        | Italie      |                           |
| Daniele Bennati                  | 24.09.1980        | Italie      |                           |
| Matteo Bono                      | 11.11.1983        | Italie      | néo-pro                   |
| Marzio Bruseghin                 | 15.06.1974        | Italie      | Fassa Bortolo             |
| Matteo Carrara                   | 25.03.1979        | Italie      | Barloworld                |
| Jaime Castañeda                  | 29.10.1986        | Colombie    | néo-pro                   |
| Salvatore Commesso               | 28.03.1975        | Italie      |                           |
| Claudio Corioni                  | 26.12.1982        | Italie      | Fassa Bortolo             |
| Damiano Cunego                   | 19.09.1981        | Italie      |                           |
| Giuliano Figueras                | 24.01.1976        | Italie      |                           |
| Paolo Fornaciari                 | 02.02.1971        | Italie      |                           |
| Enrico Franzoi                   | 08.08.1982        | Italie      |                           |
| David Loosli                     | 08.05.1980        | Suisse      |                           |
| Marco Marzano                    | 10.06.1980        | Italie      |                           |
| Ruggero Marzoli                  | 02.05.1976        | Italie      | Acqua & Sapone            |
| Danilo Napolitano                | 31.01.1981        | Italie      | LPR                       |
| Evgueni Petrov                   | 25.05.1978        | Russie      |                           |
| Morris Possoni                   | 01.07.1984        | Italie      | néo-pro                   |
| Daniele Righi                    | 28.03.1976        | Italie      |                           |
| Marius Sabaliauskas              | 15.11.1978        | Lituanie    |                           |
| Mauro Santambrogio               | 07.10.1984        | Italie      | LPR                       |
| Gorazd Štangelj                  | 27.01.1973        | Slovénie    |                           |
| Sylwester Szmyd                  | 02.03.1978        | Pologne     |                           |
| Tadej Valjavec                   | 14-03-1977        | Slovénie    | Phonak                    |
| Paolo Tiralongo                  | 08.07.1977        | Italie      | Ceramica Panaria-Navigare |
| Francisco Javier Vila Errandonea | 11.10.1975        | Espagne     |                           |

## Victoires
Victoires sur le ProTour
| Date       | Course                           | Pays    | Classe | Vainqueur       |
| ---------- | -------------------------------- | ------- | ------ | --------------- |
| 21/05/2006 | 7e étape du Tour du Pays basque  | Espagne | PT     | Daniele Bennati |
| 23/07/2006 | Meilleur Jeune du Tour de France | France  | PT     | Damiano Cunego  |
| 05/09/2006 | 2e étape du Tour de Pologne      | Pologne | PT     | Daniele Bennati |
| 07/09/2006 | 4e étape du Tour de Pologne      | Pologne | PT     | Daniele Bennati |

Victoires sur les Circuits continentaux
| Date       | Course                                                           | Pays     | Classe | Vainqueur         |
| ---------- | ---------------------------------------------------------------- | -------- | ------ | ----------------- |
| 08/02/2006 | 1re étape du Tour méditerranéen                                  | France   |        | Danilo Napolitano |
| 14/02/2006 | Trofeo Laigueglia                                                | Italie   |        | Alessandro Ballan |
| 25/02/2006 | 5e étape du Tour de la Communauté de Valence                     | Espagne  |        | Daniele Bennati   |
| 21/03/2006 | 1re étape A de la Semaine internationale Coppi et Bartali        | Italie   |        | Danilo Napolitano |
| 23/03/2006 | 3e étape de la Semaine internationale Coppi et Bartali           | Italie   |        | Damiano Cunego    |
| 24/03/2006 | 4e étape de la Semaine internationale Coppi et Bartali           | Italie   |        | Danilo Napolitano |
| 25/03/2006 | Classement général de la Semaine internationale Coppi et Bartali | Italie   |        | Damiano Cunego    |
| 16/04/2006 | Giro d'Oro                                                       | Italie   |        | Damiano Cunego    |
| 19/04/2006 | 2e étape du Tour du Trentin                                      | Italie   |        | Damiano Cunego    |
| 21/04/2006 | 4e étape du Tour du Trentin                                      | Italie   |        | Daniele Bennati   |
| 21/04/2006 | Classement général du Tour du Trentin                            | Italie   |        | Damiano Cunego    |
| 29/04/2006 | Grand Prix de l'industrie et de l'artisanat de Larciano          | Italie   |        | Damiano Cunego    |
| 03/06/2006 | Mémorial Marco Pantani                                           | Italie   |        | Daniele Bennati   |
| 03/07/2006 | 1re étape du Tour d'Autriche                                     | Autriche |        | Danilo Napolitano |
| 07/07/2006 | 5e étape du Tour d'Autriche                                      | Autriche |        | Danilo Napolitano |
| 22/07/2006 | 3e étape A du Brixia Tour                                        | Italie   |        | Giuliano Figueras |
| 22/07/2006 | 3e étape B du Brixia Tour                                        | Italie   |        | Danilo Napolitano |
| 05/08/2006 | Tour du Latium                                                   | Italie   |        | Giuliano Figueras |
| 17/08/2006 | Coppa Bernocchi                                                  | Italie   |        | Danilo Napolitano |
| 24/08/2006 | Grand Prix de l'industrie et du commerce de Prato                | Italie   |        | Daniele Bennati   |
| 16/09/2006 | Grand Prix de la ville de Modène                                 | Italie   |        | Daniele Bennati   |

Championnats nationaux
| Date       | Course                                   | Pays   | Classe | Vainqueur        |
| ---------- | ---------------------------------------- | ------ | ------ | ---------------- |
| 20/06/2006 | Championnat d'Italie du contre-la-montre | Italie | CN     | Marzio Bruseghin |

## Classements UCI ProTour

### Individuel
| Rang | Coureur                          | Points |
| ---- | -------------------------------- | ------ |
| 6    | Alessandro Ballan                | 155    |
| 21   | Damiano Cunego                   | 106    |
| 38   | Francisco Javier Vila Errandonea | 69     |
| 65   | Danilo Napolitano                | 39     |
| 74   | Marzio Bruseghin                 | 32     |
| 80   | Evgueni Petrov                   | 30     |
| 87   | Daniele Bennati                  | 27     |
| 95   | Matteo Carrara                   | 22     |
| 115  | Sylwester Szmyd                  | 13     |
| 127  | Paolo Tiralongo                  | 9      |
| 149  | Salvatore Commesso               | 5      |
| 151  | Giuliano Figueras                | 5      |
| 161  | Tadej Valjavec                   | 5      |
| 169  | Ruggero Marzoli                  | 4      |
| 192  | David Loosli                     | 2      |

### Équipe
L'équipe Lampre-Fondital a terminé à la 5e place avec 327 points.